# OVO Sound
OVO (October's Very Own) Sound è una etichetta discografica con sede a Toronto, fondata dal rapper canadese Drake, dal produttore Noah "40" Shabib e da Oliver El-Khatib nel 2012.
L'etichetta si trova a Toronto e conta diversi rapper, cantanti e producer tra cui PartyNextDoor, Majid Jordan, 4batz, Roy Wood$ e lo stesso Drake.

## Storia
Le origini dell'etichetta risalgono al 2006, quando il primo mixtape di Drake, Room for Improvement, è stato pubblicato sotto l'etichetta discografica non ufficiale "All Things Fresh", che alla fine è diventata "October's Very Own". Ciò era dovuto alla posizione di Drake come artista non firmato a quel tempo, con le successive pubblicazioni pubblicate sotto il nome di "October's Very Own". Drake avrebbe quindi innalzato il profilo dell'etichetta mettendo in evidenza OVO in tutta la sua musica, citando regolarmente l'etichetta nelle canzoni, sul palco e la distribuzione della merce OVO.
L'etichetta discografica è stata quindi ufficialmente fondata nel 2012, da Drake e produttore di lunga data, Noah "40" Shebib, dimostrando l'enorme successo del terzo album in studio di Drake, Nothing Was the Same. Secondo Billboard, Drake firmò a breve un accordo di collaborazione con la Warner Bros. Records con l'etichetta, in un accordo simile a quello di Rick Ross con la casa discografica. Dato che Ross ha firmato come solista per Epic, gli artisti dell'etichetta Maybach Music Group di Ross sono firmati per Atlantic Records, ex partner della Warner. Drake sarà ancora firmato come artista solista per Republic Records attraverso Young Money/Cash Money, ma gli artisti che firma su OVO Sound avranno il loro contenuto distribuito attraverso Warner.
Dopo aver fondato l'etichetta nel 2012, Drake e Noah "40" Shebib hanno firmato frequenti collaboratori Boi-1da, T-Minus e in seguito Mike Zombie (l'unico firmatario attivo dell'etichetta che viene fuori dal Canada) all'etichetta come produttori interni. Nell'aprile 2013, è stato riferito che Drake era vicino alla firma del primo artista discografico dell'etichetta, PARTYNEXTDOOR, che alla fine rivelò poco dopo. Nell'agosto 2013, Drake ha annunciato di aver firmato il duo musicale Majid Jordan con OVO Sound. OB O'Brien e iLoveMakonnen hanno firmato nel 2014, con quest'ultimo che è il primo atto non canadese e il secondo firmatario non canadese accanto a Mike Zombie. Makonnen avrebbe infine lasciato OVO Sound nell'aprile 2016, desiderando perseguire l'interesse a restare solo con la Warner. L'artista rap canadese Roy Woods e il duo R&B Dvsn si sono presto uniti all'etichetta nel 2015 e nel 2016, pubblicando rispettivamente un EP e un album in studio.
Nel 2024, la OVO ha firmato ufficialmente il rapper e cantante emergente 4batz, che era andato virale nei mesi precedenti grazie al brano Act II: Date @ 8.

## OVO Sound Radio
OVO Sound Radio era un programma radiofonico trasmesso su Beats 1, quindicinale al sabato. Lo spettacolo trasmetteva principalmente nuovo materiale, con almeno una canzone in anteprima in ogni trasmissione. La prima trasmissione andò in onda il 11 luglio 2015 ed era presentata da Drake e Oliver El-Khatib. Lo spettacolo è noto per aver presentato i singoli di successo di Drake, come il platino "Hotline Bling" e il numero uno "One Dance". Lo show si è concluso il 27 ottobre 2018.

### Sound 42
Il 4 marzo 2021, Drake ha annunciato che lui e Oliver avrebbero debuttato la loro nuova stazione radio 24 ore su 24, "Sound 42", su Sirius XM presentando il ritorno di OVO Sound Radio la stessa sera. In un'intervista con GQ, Drake ha parlato della partnership dicendo: "È qualcosa di cui Scott [Greenstein] di SiriusXM era estremamente appassionato fin dall'inizio della nostra collaborazione. È stato così solidale con noi per quanto riguarda Sound 42. E Sirius ci offre l'opportunità di essere ascoltati lontano e largo, giusto? Sirius è la cosa più vicina che abbiamo ai giorni di gloria dei momenti radiofonici e ancora mi dà una grande quantità di gioia presentare musica quando so che tutti stanno ascoltando allo stesso tempo".